# Agosto 1535 (manzana)
Agosto 1535 es el nombre de una variedad cultivar de manzano (Malus domestica). Esta manzana está cultivada en la colección de la Estación Experimental Aula Dei (Zaragoza) con número de accesión 1535. Esta manzana es originaria de la Comunidad autónoma de Cataluña, provincia de Gerona, donde tuvo su mejor época de cultivo comercial en la década de 1960.

## Sinónimos
- ‘de Agosto’,[4]
- ‘d'Agost’,
- ‘Poma Agosto 1535’.[6][7]

## Historia
Variedad de Cataluña, cuyo cultivo conoció cierta expansión en el pasado, pero que a causa de su constante regresión en el cultivo comercial no conservaban apenas importancia y prácticamente habían desaparecido de las nuevas plantaciones en 1971, así hay variedades tales como ‘Camuesa de Llobregat’ y ‘Mañaga’ que constituían en 1960 el 70 % de la producción de manzana en la provincia de Barcelona y se encontraba la primera en otras nueve provincias y la segunda en seis y ‘Normanda’ que estaba muy difundida hasta 1960 entre los viveristas de Aragón (representaba el 25 % de la cosecha en la cuenca del Jiloca). En 1971, Puerta-Romero y Veirat sólo encontraron 184 ha (hectáreas) de ‘Mañaga’ (el 31 % con más de 20 años), 81 ha de ‘Camuesa de Llobregat’ (el 36 % con más de 20 años) y ya no citan al cultivar ‘Normanda’.

## Características
El manzano de la variedad ‘Agosto 1535’ tiene un vigor Medio; tubo del cáliz de ancho a estrecho, triangular, con los estambres de inserción baja.
La variedad de manzana ‘Agosto 1535’ tiene un fruto de tamaño relativamente pequeño; forma esfero-globosa, algo achatada, con contorno levemente irregular; piel lisa, levemente untuosa; con color de fondo verde-amarillo blanquinoso, sobre color ausente, acusa punteado pequeño, ruginoso, entremezclado de puntos blancos, desde la cavidad peduncular hasta sobrepasar un tercio por encima de la mitad del fruto, aparece un estriado de color cera, y con una sensibilidad al russeting (pardeamiento áspero superficial que presentan algunas variedades) muy débil; pedúnculo con grosor medianamente fino, aunque en la mayoría aparece engrosado en su inserción, anchura de la cavidad peduncular estrecha, profundidad cavidad peduncular poco profunda, con chapa ruginosa en el fondo de la cavidad, bordes suavemente ondulados y aplanados, e importancia del russeting en cavidad peduncular media; anchura de la cavidad calicina de amplia a media, profundidad de la cavidad calicina poco profunda, casi superficial, bordes irregulares y aplastados, fondo fruncido, y con importancia del russeting en cavidad calicina débil; ojo medianamente pequeño y abierto o entreabierto; sépalos separados en su base y algunos solapados dejando el ojo irregularmente abierto.
Carne de color blanco-verdosa; textura esponjosa; sabor no muy agradable; corazón bulbiforme, desplazado hacia el pedúnculo; eje semiabierto; celdas arriñonadas y la mayoría divergiendo notablemente del eje, fuertemente cartilaginosas; semillas pequeñas, truncadas o de puntas agudas y blanquinosas.
La manzana ‘Agosto 1535’ tiene una época de maduración y recolección temprana, madura en agosto. Se usa como manzana de mesa fresca de mesa.